# Аккиизтогай
Аккиизтогай или Аккизтогай (каз. Ақкиізтоғай) — село в Жылыойском районе Атырауской области Казахстана. Административный центр Аккизтогайского сельского округа. Находится на левом берегу реки Эмбы, примерно в 28 км к северо-востоку от города Кульсары, административного центра района, на высоте 4 метров над уровнем моря. Код КАТО — 233633100.

## Население
В 1999 году население села составляло 1379 человек (735 мужчин и 644 женщины). По данным переписи 2009 года, в селе проживало 2232 человека (1138 мужчин и 1094 женщины).

## Памятники истории и культуры
Обелиск участнику Великой Отечественной войны Байжану Атагожиеву (1895—1944 гг.) возле здания акимата; в окрестностях — примечательные некрополи, курганы.

## Галерея
- Школа
- Медпункт